# Echus Chasma

Echus Chasma

Echus Chasma è una ripida valle presente sulla superficie marziana, delimitata dal sistema di Valles Marineris, a nord, e dalle Kasei Valles, a sud. Secondo un'ipotesi abbastanza condivisa, in passato Echus Chasma avrebbe ospitato un lago o un ghiacciaio, che si sarebbe prosciugato quando l'acqua sarebbe defluita attraverso un canale sul fondo della Kasei Vallis.
L'acqua presente all'interno di Echus Chasma sarebbe stata portata in superficie da processi di natura vulcanica nel letto della valle, non più tardi di 20 milioni di anni fa.